# Film u 2017.
◄◄ | ◄ | 2014. | 2015. | 2016. | 2017.  | 2018. | 2019. | 2020. | ► | ►►
Arhitektura • Astronautika • Astronomija • Biologija • Film • Fotografija • Glazba • Kazalište • Kemija • Kiparstvo • Knjige • Književnost • Kršćanstvo • Meteorologija • Medicina • Planinarstvo • Politika • Pravo • Promet • Slikarstvo • Strip • Šport • Televizija • Znanost • Zrakoplovstvo • Željeznički promet
Film u 2017.

## Svijet

### Nagrade i priznanja
| Kategorija                      | 75th Golden Globe Awards 7. siječnja, 2018                  | 75th Golden Globe Awards 7. siječnja, 2018                | 23rd Critics' Choice Awards 11. siječnja, 2018.             | 24th Screen Actors Guild Awards 21. siječnja, 2018.         | 71st BAFTA Awards 28. veljače 2018.                         | 90th Academy Awards 4. ožujka, 2018. |
| Kategorija                      | Drama                                                       | Mjuzikal ili komedija                                     | 23rd Critics' Choice Awards 11. siječnja, 2018.             | 24th Screen Actors Guild Awards 21. siječnja, 2018.         | 71st BAFTA Awards 28. veljače 2018.                         | 90th Academy Awards 4. ožujka, 2018. |
| ------------------------------- | ----------------------------------------------------------- | --------------------------------------------------------- | ----------------------------------------------------------- | ----------------------------------------------------------- | ----------------------------------------------------------- | ------------------------------------ |
| Najbolji Film                   | Three Billboards Outside Ebbing, Missouri                   | Lady Bird                                                 | The Shape of Water                                          |                                                             | Three Billboards Outside Ebbing, Missouri                   |                                      |
| Najbolji Direktor               | Guillermo del Toro The Shape of Water                       | Guillermo del Toro The Shape of Water                     | Guillermo del Toro The Shape of Water                       |                                                             | Guillermo del Toro The Shape of Water                       |                                      |
| Najbolji Glumac                 | Gary Oldman Darkest Hour                                    | James Franco The Disaster Artist                          | Gary Oldman Darkest Hour                                    | Gary Oldman Darkest Hour                                    | Gary Oldman Darkest Hour                                    |                                      |
| Najbolja Glumica                | Frances McDormand Three Billboards Outside Ebbing, Missouri | Saoirse Ronan Lady Bird                                   | Frances McDormand Three Billboards Outside Ebbing, Missouri | Frances McDormand Three Billboards Outside Ebbing, Missouri | Frances McDormand Three Billboards Outside Ebbing, Missouri |                                      |
| Najbolji pomoćni glumac         | Sam Rockwell Three Billboards Outside Ebbing, Missouri      | Sam Rockwell Three Billboards Outside Ebbing, Missouri    | Sam Rockwell Three Billboards Outside Ebbing, Missouri      | Sam Rockwell Three Billboards Outside Ebbing, Missouri      | Sam Rockwell Three Billboards Outside Ebbing, Missouri      |                                      |
| Najbolja pomoćna glumica        | Allison Janney Ja, Tonya                                    | Allison Janney Ja, Tonya                                  | Allison Janney Ja, Tonya                                    | Allison Janney Ja, Tonya                                    | Allison Janney Ja, Tonya                                    |                                      |
| Najbolji ažurirani scenarij     | Martin McDonagh Three Billboards Outside Ebbing, Missouri   | Martin McDonagh Three Billboards Outside Ebbing, Missouri | James Ivory Call Me by Your Name                            |                                                             | James Ivory Call Me by Your Name                            |                                      |
| Najbolji originalni scenarij    | Martin McDonagh Three Billboards Outside Ebbing, Missouri   | Martin McDonagh Three Billboards Outside Ebbing, Missouri | Jordan Peele Get Out                                        |                                                             | Martin McDonagh Three Billboards Outside Ebbing, Missouri   |                                      |
| Najbolji Animirani Film         | Coco                                                        | Coco                                                      | Coco                                                        |                                                             | Coco                                                        |                                      |
| Najbolja Originanlna Tema       | Alexandre Desplat The Shape of Water                        | Alexandre Desplat The Shape of Water                      | Alexandre Desplat The Shape of Water                        |                                                             | Alexandre Desplat The Shape of Water                        |                                      |
| Najbolja Originalna Pjesma      | "This Is Me" The Greatest Showman                           | "This Is Me" The Greatest Showman                         | "Remember Me" Coco                                          |                                                             |                                                             |                                      |
| Najbolji Film na Stranom Jeziku | In the Fade                                                 | In the Fade                                               | In the Fade                                                 |                                                             | The Handmaiden                                              |                                      |

## Vanjske poveznice
|  | Zajednički poslužitelj ima još gradiva o temi Filmovi iz 2017. |